# Йозеф Йохан Адам (Лихтенщайн)
Йозеф Йохан Адам фон Лихтенщайн (на немски: Joseph I Johann Adam von und zu Liechtenstein; * 27 май 1690, Виена; † 17 декември 1732, Фелдсберг) е 6. княз на Лихтенщайн (1721 – 1732).

## Биография
Той е единственият останал жив син на княз Антон Флориан фон Лихтенщайн (1656 – 1721) и съпругата му графиня Елеонора Барбара фон Тун-Хоенщайн (1661 – 1723).
Като млад Йозеф Йохан Адам служи в императорската войска, бие се през Войната за сспанското наследство и се връща във Виена. През 1712 г. по време на тържествата за коронизацията на Карл VI той става негов кемерер. След една година е издигнат на принципалкомисар на народното събрание в Моравия. От 1723 г. той е таен съветник и открива през 1729/30 г. като императорски принципалкомисар княжеското събрание в Силезия.
Йозеф Йохан Адам фон Лихтенщайн се жени четири пъти. Той умира на 17 декември 1732 г. на 42 години във Фелдсберг (Валтице). Гробът му се намира в гробницата на фамилията Лихтенщайн във Вранов у Бърно (Моравия).

## Фамилия
Първи брак: на 1 декември 1712 г. с братовчедката си принцеса Габриела фон Лихтенщайн (* 12 юли 1692; † 7 ноември 1713), дъщеря на княз Йохан Адам I Андреас фон Лихтенщайн (1662 – 1712) и съпругата му графиня Едмунда Мария Терезия фон Дитрихщайн (1652 – 1737). Те имат един син:
- Карл Антон Йозеф Адам Бруно (* 6 октомври 1713; † 25 март 1715)

Втори брак: на 3 февруари 1716 г. в Хофбург с графиня Мария Анна /Мариана фон Тун-Хоенщайн (* 27 септември 1698; † 23 февруари 1716), дъщеря на Йохан Максимилиан Андреас фон Тун-Хоенщайн (1673 – 1701) и графиня Мария Терезия фон Щернберг (* сл. 1671). Те нямат деца.
Трети брак: на 3 август 1716 г. във Виена с графиня Мария Анна Катарина фон Йотинген-Шпилберг (* 12 септември 1693; † 15 април 1729), дъщеря на граф (княз 1734) Франц Албрехт фон Йотинген-Шпилберг (1663 – 1737) и наследничката фрайин Йохана Маргарета фон Швенди (1672 – 1727). Те имат децата:
- Мария Елеонора Йохана Валбурга Йозефа (* 8 юни 1717; † 1 юли 1718)
- Йозеф Антон Франц Йохан Непомук (* 17 април 1720; † 28 ноември. 1723)
- Мария Терезия Елеонора Валбурга Иноцентия (* 28 декември 1721; † 19 януари 1753), омъжена на 22 август 1741 г. за княз Йозеф I Адам фон Шварценберг (1722 – 1782)
- Йохан Непомук Карл (* 6 юли 1724; † 22 декември 1748), 7. княз на Лихтенщайн (1732 – 1748), женен 1744 г. за графиня Мария Йозефа фон Харах (1727 – 1788)
- Мария Елизабет Елеонора (*/† 18 май 1728)

Четвърти брак: на 22 август 1729 г. с графиня Мария Анна Котулински (* 12 май 1707; † 6 февруари 1788), дъщеря на граф Франц Карл Котулински и графиня Мария Антония фон Ротал. Те имат две деца:
- Антон Томас Йозеф Франц де Паула Йохан Непомук Адам (* 21 декември 1730; † 1731)
- Мария Анна Йозефа Антония Франц де Паула (postum, * 2 април 1733; † 10 декември 1734).